# Берёзовка (приток Куртамыша)
Берёзовка — река в России, протекает по Куртамышскому району Курганской области. Устье реки находится в 84 км по правому берегу реки Куртамыш. Длина реки составляет 21 км.

## Данные водного реестра
По данным государственного водного реестра России относится к Иртышскому бассейновому округу, водохозяйственный участок реки — Тобол от впадения реки Уй до города Курган, речной подбассейн реки — Тобол. Речной бассейн реки — Иртыш.
Код объекта в государственном водном реестре — 14010500312111200002228.

## Населённые пункты
- д. Тополевка (9 апреля 1986 года исключена как сселившаяся)
- д. Верхнее, около устья реки